# Polina Fiódorova
Polina Fiódorova (Cheboksary, Rusia, 4 de febrero de 1996) es una gimnasta artística rusa, medallista mundial de bronce en 2014 en el concurso por equipos.

## 2014
En el Mundial celebrado en Nanning (China) consigue el bronce en el concurso por equipos —Rusia queda Estados Unidos (oro) y China (plata)—. Sus compañeras de equipo fueron Aliya Mustafina, Tatiana Nabieva, Mariya Jarenkova, Alla Sosnitskaya, Daria Spiridonova y Ekaterina Kramarenko.